# 우버이츠
우버이츠(영어: Uber Eats)는 미국 캘리포니아주 샌프란시스코에서 우버 테크놀로지가 시작한 온라인 음식 주문 및 배달 플랫폼이다. 전 세계 수십 개 도시의 식당들과 파트너십을 맺고 있다. 스마트폰/태블릿 애플리케이션(iOS, 안드로이드 전용)을 통해 또는 웹사이트를 통해 주문할 수 있다. 이 웹사이트는 30분 이하의 배달 시간을 고집한다.
우버이츠 애플리케이션은 구글 플레이에서 1000만 건 이상의 다운로드를 기록하였고, 4.2점을 받았다.

## 역사
우버 테크놀로지스는 2009년에 개릿 캠프(스텀블어폰의 창립자)와 트래비스 캘러닉에 의해 설립되었다.
이 회사는 2014년 8월 캘리포니아주 산타모니카에서 우버프레시(UberFRESH) 서비스를 시작하면서 음식 배달을 시도하였다. 2015년, 이 플랫폼은 우버이츠로 이름을 변경하였으며, UberRIDES 앱과는 별개로 자체적인 주문용 소프트웨어가 출시되었다. 동시에 이 플랫폼을 바르셀로나, 시카고, 뉴욕 시에도 확장하였다. 우버이츠는 2015년 하반기에 확장을 계속하였다.

## 동작 원리
우버이츠 스마트폰/태블릿 애플리케이션은 아이폰과 안드로이드 기반 장치에서 동작한다. 회사 웹사이트에서 PC로 주문할 수도 있다. 사용자들은 자신의 장치를 사용하여 메뉴를 읽고 주문, 지불을 할 수 있으며, 선택적으로는 배달인에게 팁을 줄 수도 있다.
우버이츠는 다양한 요리를 제공하기 위해 각기 다른 도시의 식당과 파트너십을 맺고 있다. 우버이츠의 지역들은 아침, 점심, 브런치, 저녁 메뉴를 제공한다. 일부는 매일 24시간 개장한다.
이 앱은 사용자의 위치를 감지하고 업무시간이 끝난 식당을 제외하고 현재 개점한 식당을 표시한다. 우버의 파일 상에 있는 신용/직불 카드로 결제한다. 음식은 자동차, 자전거, 도보를 통해 배달자에 의해 배달된다. 2017년 3월 기준으로 배달비는 4.99 달러이다. (팁 제외)
주문 시 고객은 팁은 필수가 아니며 배달비와 음식 가격을 포함한 총 가격을 통보받는다. 고객들은 주문을 한 뒤에 배달 상태를 추적할 수 있다.